# Ауэрбах, Дэн
Дэниэ́ль «Дэн» Куаи́н Ауэрба́х (англ. Daniel «Dan» Quine Auerbach); 14 мая 1979 года, Акрон, Огайо, США) — американский музыкант, вокалист и гитарист, автор песен. Мультиинструменталист, участник блюз-рок дуэта The Black Keys из Огайо. Включён в список 100 величайших гитаристов всех времен по версии Classic Rock.

## Биография
Родители Чарльз Ауэрбах (род. 1950) и Мэри Литтл Куайн (род. 1948). Дэниэл родился в семье с музыкальными корнями. Его родственником был американский гитарист Роберт Куайн. Вообще большинство родственников по материнской линии были музыкантами, в основном дяди, которые играли блюграсс. Ещё в детстве, слушая старые виниловые пластинки своего отца Ауэрбах увлёкся блюзом. Тогда же он впервые взял в руки гитару. Во время учёбы в колледже большое влияние на Дэниэла оказало творчество Джуниора Кимбро. Сам Дэн говорил: «…Я заслушивался его записями, получая двойки в колледже, вместо того чтобы штудировать книжки». Другие исполнители, оказавшие влияние: Роберт Джонсон, Р. Л. Бёрнсайд, Кларэнс Уайт, Роберт Найтхоук, Ти-Модел Форд, Хаунд Дог Тэйлор, Миссиссиппи Фрэд МакДауэлл, Кокомо Арнольд, Сан Хаус.

## Коллективы

### The Barnburners
Перед формированием The Black Keys в 2001 году Ауэрбах играл в группе The Barnburners. Также участниками группы были Джейсон Эдвардс и Кип Амор. Творчество The Barnburners основывалось на блюзе, выступали ребята в клубах Северного Огайо и даже выпустили EP под названием The Rawboogie. Альбом включал песню Кимбро «Meet Me In The City», которую Ауэрбах позже записал уже будучи участником The Black Keys.

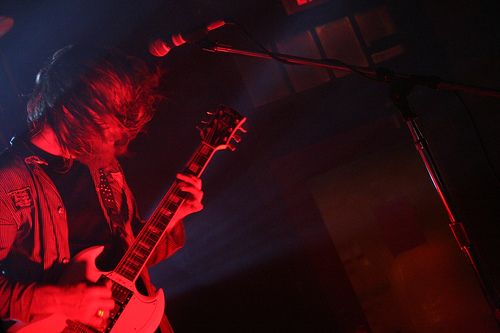
Дэн Ауэрбах и The Black Keys выступление на Young Avenue Deli в Мемфисе, 14 Декабря 2006.

### The Fast Five
Группа «The Fast Five» участвовала в туре с Ауэрбахом в 2009 году, в поддержку его сольного альбома Keep It Hid. Участники были собраны из группы Haceinda и ударника Патрика Халлахана из My Morning Jacket.

### BlakRoc
В 2009 году американский продюсер Дэймон Дэш, впечатлённый творчеством The Black Keys, предложил группе сделать совместную запись. Но вместо себя, для исполнения вокальной партии он предложил своего партнёра по звукозаписи рэпера Джима Джонса. Все согласились. В момент записи материала в студии появился Mos Def, который позже тоже присоединился к работе. Помимо него в записи также приняли участие и другие хип-хоп исполнители: Raekwon и RZA, Q-Tip, Jim Jones, Nicole Wray, Ludacris, NOE, Pharoahe Monch, Billy Danze. Записанный альбом был назван BlakRoc. Среди критиков получил в основном положительные оценки. Занял первое место в чарте US Billboard Heatseakers и седьмое в US Billboard Top Rap Albums.

### The Arcs
В сентябре 2015 года Ауэрбах выпустил под псевдонимом The Arcs альбом Yours, Dreamily, получивший высокую оценку музыкальных критиков. В частности, журнал Rolling Stone назвал песню Stay in My Corner одной из лучших в 2015 году.

## Дискография

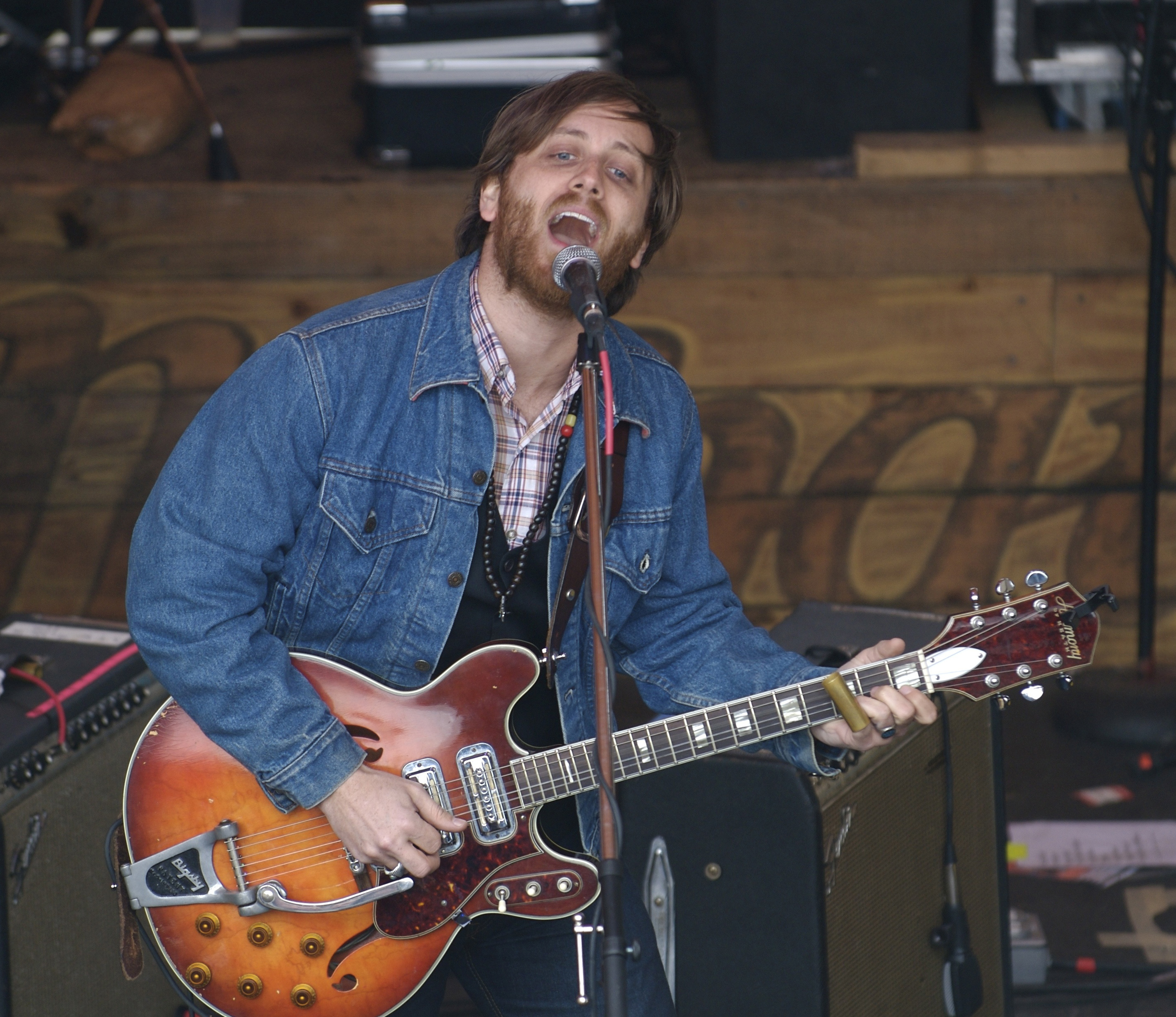
Дэн Ауэрбах на фестивале SXSW в 2010

Сольная карьера
- Keep It Hid (2009)
- Waiting on A Song (2017)

The Black Keys
- The Big Come Up (2002)
- Thickfreakness (2003)
- The Moan (2004)
- Rubber Factory (2004)
- Chulahoma (2006)
- Magic Potion (2006)
- Attack & Release (2008)
- Brothers (2010)
- El Camino (2011)
- Turn Blue (2014)
- Let's Rock (2019)

Blakroc
- Blakroc (2009)

## Другие проекты
- Джессика Ли Мэйфилд. With Blasphemy So Heartfelt — Продюсер, Звукооператор, Микшировщик, Аранжировщик, Акустическая и Электрическая гитары, Бас, Барабаны, Бэк-вокал, Клавишник, Лэп-стил, Перкуссионист
- Shivering Timbers. We All Started In The Same Place — Продюсер, Звукооператор, Барабаны, Микшировщик
- Cadillac Sky. Letters In The Deep — Продюсер, Звукооператор, Микшировщик
- Hacienda. Loud Is The Night — Продюсер, Звукооператор, Микшировщик, Бэк-вокал, Гитара
- Hacienda. Big Red & Barbacoa — Продюсер, Звукооператор, Микшировщик
- Hacienda. Shake Down (June 19, 2012) — Продюсер
- Radio Moscow. Radio Moscow — Продюсер, Звукооператор, Микшировщик, Акустическая гитара
- Buffalo Killers. Let It Ride — Продюсер, Звукооператор, Микшировщик
- The Ettes. Danger Is EP (2 songs) — Продюсер, Звукооператор, Микшировщик
- The Ettes. Do You Want Power (1 song- No Home) — Продюсер, Звукооператор, Микшировщик, Клавишник
- Натаниэль Майер. Why Don’t You Give It To Me — Сопродюсер, Сомикшировщик, Гитара, Барабаны, Вокал
- Натаниэль Майер. Why Won’t You Let Me Be Black? — Сопродюсер, Сомикшировщик, Гитара, Вокал
- Brimstone Howl. Guts of Steel — Продюсер, Звукооператор, Микшировщик
- Black Diamond Heavies. A Touch of Someone Else’s Class — Продюсер, Звукооператор, Микшировщик
- Патрик Суини. Every Hour Is a Dollar Gone — Продюсер, Звукооператор, Микшировщик
- SSM. SSM — Издатель, Звукооператор
- SSM. EP1 — Издатель, Звукооператор
- Доктор Джон. Locked Down — Продюсер
- Лана Дель Рей. Ultraviolence — Продюсер

## Музыкальное оборудование

### Гитары
- Fender Jerry Donahue Telecaster[9]
- Harmony Stratotone H47[9]
- Harmony H78 Hollowbody[9]
- Harmony Heath TG-46[10]
- Harmony Rocket[10]
- Gibson Firebird VII[9]
- 70’s Gibson Les Paul Deluxe[9]
- 60’s Gibson SG Junior[9]
- Guild Thunderbird[11]
- Supro Martinique[10]
- Silvertone U1[10]
- Rickenbacker 360[10]
- Ibanez SG copy[10]
- Ibanez Rocket Roll (Flying V copy)[10]
- National Map[10]
- Tiesco Del Rey SS-4L[10]

### Усилители
- Fender Quad Reverb[10]
- Marshall JTM45 and vintage Marshall 8x10 cab[10]
- Fender '65 Twin Reverb Reissue[9]
- Fender Musicmaster Bass[10]
- Fender Super Reverb[12]

### Эффекты
- Ibanez Standard Fuzz[10]
- Sovtek Big Muff[10]
- Gibson Maestro Fuzz Tone[9]
- Tubeplex tape delay[10]
- Fulltone Tape Echo[10]
- Boss TR-2 Tremolo[10]
- Analogman Sunface[10]